# Sidstrimmig schakal
Sidstrimmig schakal (Canis adustus) är en art i familjen hunddjur. Enligt en studie från 2022 ska arten tillsammans med schabrakschakal flyttas till släktet Lupulella.

## Kännetecken

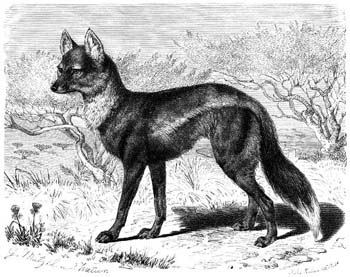
Sidstrimmig schakal från Djurens liv av Alfred Brehm.

Denna vildhund är medelstor och har en mankhöjd av 41 till 50 centimeter. Kroppen (huvud och bål) är 65 till 81 centimeter lång och vikten ligger mellan 6,5 och 14 kilogram. Arten har en 30 till 41 centimeter lång svans. Hanar är vanligtvis något större och tyngre än honor. Pälsen har en gråbrun grundfärg på ovansidan och vid varje sida finns ofta en ljusare längsgående strimma som är begränsad av mörka hår. Sidstrimmig schakal har en vit svansspets. Artens rovdjurssax och andra delar av tanduppsättningen är bra anpassad till animalisk föda men inte lika bra som hos schabrakschakal eller afrikansk vildhund. Den har långa, böjda och spetsiga hörntänder med en ränna på framsidan. De över yttre framtänder liknar dessutom hörntänder. Tandformeln är I 3/3 C 1/1 P 4/4 M 2/3, alltså 42 tänder.

## Utbredning
Djuret förekommer uteslutande i Afrika och där söder om Sahara. Schakalen undviker öppna landskap och lever i regioner med många buskar. Där hittar djuret många ställen att gömma sig. Även i täta skogar är arten sällan. I östra Afrika förekommer schakalen i bergsregioner som ligger 2700 meter över havet.

## Levnadssätt
Den sidstrimmiga schakalen lever över flera år i monogama par. Varje par har ett territorium som är 0,2 till 4,0 km² stort. I områden där även människor förekommer, sker jakten endast under natten. Allmänt jagar varje individ ensam. Bara i enstaka fall iakttogs flockar med upp till 12 medlemmar som jagade tillsammans.
Som byte har arten mindre däggdjur som gnagare och hardjur samt småfåglar. Födans sammansättning är beroende på årstid och utbudet. I tider där antalet bytesdjur minskar, jagar arten mera sällan än de andra två schakaler. Frukter äts främst när de är mogna. Sidstrimmig schakal har i mindre mått ryggradslösa djur, gräs, kadaver och avföring av nötkreatur som föda. Det största bytet som en sidstrimmig schakal dödat var en unge av en grantgasell, och detta skedde i samarbete med en schabrakschakal.
Parningstiden i östra Afrika ligger vanligtvis i juni/juli samt i september/oktober. Efter dräktigheten som varar ungefär två månader (57 till 70 dagar) föder honan tre till sex ungar. Som födelseplats tjänstgör en lya i marken. Det kan vara en hålighet som skapades av ett jordsvin (Orycteropus afer), en ihålig termitstack eller en lya som grävs själv. Ungarna diar sin mor 8 till 10 veckor. Bägge föräldrar tar över de nästa 6 till 8 månader hand om ungarnas uppväxt. Uppsikt behövs på grund av att ungarna är aggressiva mot varandra. Vid slutet av tiden är ungarna könsmogna. Den sidstrimmiga schakalen kan bli 10 till 12 år gammal.
Ungar som blev självständiga etablerar ett revir som ligger 12 till 20 km från förädlarnas revir. Många ungar dör däremot tidigt. Den enda naturliga fienden som dödar ett större antal individer är leoparden. Antagligen faller sidstrimmig schakal ibland offer för andra större rovdjur.

## Sidstrimmig schakal och människor
Omfattande skador på mindre husdjur som orsakades av sidstrimmig schakal är inte dokumenterade. Trots allt dödas arten ibland med fällor och gift av bönder som fruktar om sina djur. Arten kan insjukna i rabies och valpsjuka och den jagas i mindre mått av personer som vill skydda sina hundar. Det kan medföra att sidstrimmig schakal blir sällsynt i begränsade regioner men hela beståndet hotas inte. IUCN listar arten som livskraftig (least concern).
Jakt för pälsens skull är obefintlig eller obetydlig. I regionen kring Kampala säljs hud och klor av arten som talisman mot onda andar.